# Finnentrop
Finnentrop är en kommun och ort i Kreis Olpe i Regierungsbezirk Arnsberg i förbundslandet Nordrhein-Westfalen i Tyskland.